# Turpilia obtusangula
Turpilia obtusangula är en insektsart som beskrevs av Brunner von Wattenwyl 1878. Turpilia obtusangula ingår i släktet Turpilia och familjen vårtbitare. Inga underarter finns listade i Catalogue of Life.